# ロリアン襲撃
ロリアン襲撃（ロリアンしゅうげき、英語: Raid on Lorient）はオーストリア継承戦争中の1746年9月29日から10月10日にかけて行われた、イギリスによるロリアン周辺を標的とした水陸両用作戦。その目的はフランス軍をフランドルから撤収させて沿岸警備に充てるよう仕向けることにあった。またロリアンはフランス東インド会社によって基地と補給港として使われたため、ロリアンの破壊はイギリスの東インドにおける戦略目的を助ける作用もある。
イギリス兵約4,500人が乗船してロリアンに向かったが、イギリス艦隊がロリアン沖で数日間待つ必要があったため、ロリアンが守備を組織し、近隣の町から増援を呼び込むだけの余裕を与えた。イギリス軍は10月3日にロリアン周辺に到着、ロリアンと降伏交渉を行ったが5日から7日にかけての砲撃により交渉は決裂、7日にはイギリス軍に撤退命令が下った。イギリス工兵が攻城に失敗したほか、イギリス軍が疫病と疲労で衰弱していたため、攻勢を停止せざるを得なかった。一方、フランス軍の指揮官はイギリス軍が数で大幅に上回ると考えた上、自軍の守備の弱点および訓練と兵器の不足も知っていたため降伏を考え、10月7日に降伏を提案したが、イギリス軍が撤退した直後だったこともあり返事を受け取ることはなかった。
ロリアンへの襲撃は結果的にはフランスがブルターニュ南部の要塞化を進めさせるきっかけとなった。文化的にもデイヴィッド・ヒュームとヴォルテールの間の論争を引き起こすなどの影響を与えた。ロリアンでは包囲に関する歌が作曲され、当地のマリア信仰の原動力となった。

## 背景

### オーストリア継承戦争
1745年のルイブールの戦いによりイギリスがルイブールを占領すると、イギリス政府は続いてケベックへの攻撃を計画、カナダを一気に支配しようとした。ベッドフォード公爵はケベック遠征の最も主要な支持者であった。ジェームズ・シンクレア中将率いる陸軍とリチャード・レストック提督率いる艦隊が準備され、1746年6月には出航の準備が整えた。
しかし、大西洋横断とセントローレンス川での戦闘を行うには時期が遅すぎたとされ、さらにダンヴィユ公爵が突如フランス艦隊を率いて出港したことでイギリスに緊張が走った（ただし、ダンヴィユ公爵の遠征はルイブールを奪還しようとして失敗した）。しかし、せっかく準備した遠征軍をほかのイギリス軍と合流させることも無理だったため、ニューカッスル公爵はジェームズ・シンクレアにフランス上陸を提案した。イギリス王ジョージ2世がその提案を知ると、シンクレアに上陸の計画はあるかと聞いた。シンクレアはそのような計画はなく、どこで上陸したらいいかも知らないと考えたが、フランス海岸で上陸できる地点を探ることを提案した。ジョージ2世に謁見するとき、ニューカッスル公爵が計画の実行を堅持したこともあり、8月29日にはシンクレアがプリマスに向かい、戦役に関する命令を待つよう命じられた。

### イギリスの計画の背景

#### ロリアン攻撃の決定
プリマスに着いたシンクレアはフランス海岸へ航行してロリアン、ロシュフォール、ラ・ロシェル、ボルドー、または機会あればほかの適当な町を襲撃すべしとの命令を受けた。日付が8月29日/30日となっている手紙において、シンクレアは自分がボルドー一帯を熟知していたことと要塞化がなされていないことを理由にボルドーへの攻撃を支持した。ロリアンもフランドルからの距離が遠いためフランス軍を引き離すという目的に適した。当時、モーリス・ド・サックス元帥率いるフランス軍はオーストリア領ネーデルラントでフォントノワの戦い、ロクールの戦い、ブリュッセル包囲戦と連勝しており、ネーデルラント全土を占領する勢いであった。
アンソン提督もプリマスにいた。彼はシンクレアと面会、南ブルターニュのロリアンという町も要塞化がほとんどなされていないと告げた。そのため、海軍をロリアン近辺の海岸に派遣して可能な上陸地や襲撃地を探そうという決定が下された。同じ頃、ニューカッスル公爵は参謀のマクドナルド少佐（McDonald）が練ったノルマンディー上陸計画を支持するようになった。マクドナルドはプリマスに派遣され、自らの計画を採用するようシンクレアを説得しようとしたが、シンクレアはマクドナルドが軍事的に無知であると考え、もし彼が標的をロリアンからノルマンディーに切り替えたら偵察艦隊を再び派遣しなければならないとした。結局、ロリアンへの襲撃が一石二鳥となるため、遠征軍の標的はロリアンと決定された。一石二鳥とはすなわち、フランス東インド会社の本部があるロリアンに襲撃することで東インド会社の活動を停止させることができ、さらにフランドルにおけるフランス軍の引き離しにもなる、の2点だった。

#### イギリスの準備

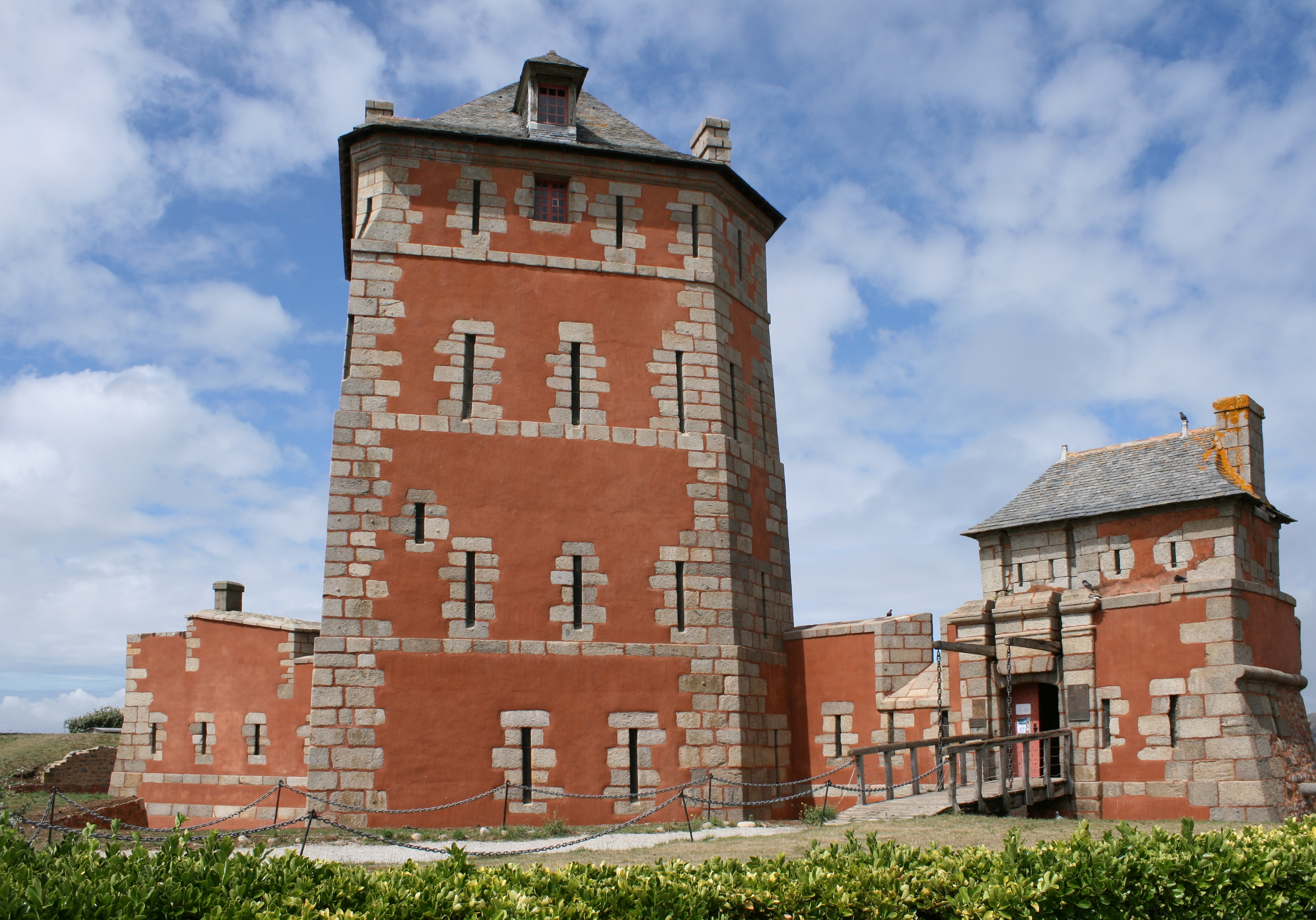
カマレの海戦はそれ以降のイギリスによる対ブルターニュの水陸両用作戦の模範となった。画像はカマレ＝シュル＝メールのヴォーバン塔、2010年撮影。

イギリスの戦術はアウクスブルク同盟戦争以降、進化を遂げていた。港を砲撃して、ブルターニュ海岸を襲撃するだけでなく、イギリスの作戦は1694年のカマレの海戦のような大規模な水陸両用作戦へとだんだんと移っていった。
1744年2月、リチャード・レストック中将はトゥーロンの海戦での敗北により軍法会議にかけられたが、彼は後にブルターニュにおける軍事行動のためにイギリス艦隊の指揮官に任命された。彼は戦列艦16隻、フリゲート8隻と輸送船43隻を率いた。遠征軍の出発直前、歴史家で哲学者のデイヴィッド・ヒュームがシンクレアの秘書に任命された。シンクレアの軍勢は王立連隊の第1大隊、ハイランダー連隊の第5大隊、ブラッグの連隊の第3大隊、ハリソンの連隊（Harrisson）の第2大隊、リッチベルの連隊（Richbell）の第4大隊、フランプトンの連隊（Framption）の大隊の一部、海兵隊数個中隊で合計4,500人だった。
しかし、遠征隊の指揮官たちはブルターニュが襲撃の標的として最適であったかは疑問視しており、彼らはノルマンディーのほうがいいと考えた。ブルターニュはイギリスにはよく知られておらず、シンクレアはブルターニュの地図を取得できずフランス全体の地図で代用しなければならず、レストックもロリアンの守備について全く知らなかった。さらに上陸軍は軍馬を得られなかった。遠征艦隊は9月26日にプリマスを離れ、フランスからの妨害もなくウェサン島を通過した。

### フランス側の背景

#### スパイ活動と準備
フランスはイギリス人捕虜への尋問でプリマスに駐留するイギリス軍の重要さについて知ったが、その標的まではつかめなかった。現地のスパイからプリマスの軍勢は食料や軍馬を多く有さなかったとの報せが届いたが、このことはフランス海岸への小規模な襲撃を指していた。イギリス海峡と大西洋海岸の港での指揮官に報せが届けられ、うちポール＝ルイは9月24日に報せを受けた。沿岸警備隊の民兵は海岸まで派遣されたが、イギリスからの偵察艦隊が報告されることはなかった。同じ頃、ジャン＝バティスト・マック・ネマラ率いる艦隊にはロリアンへ向かって待機する命令が下った。

#### ロリアン周辺の状況

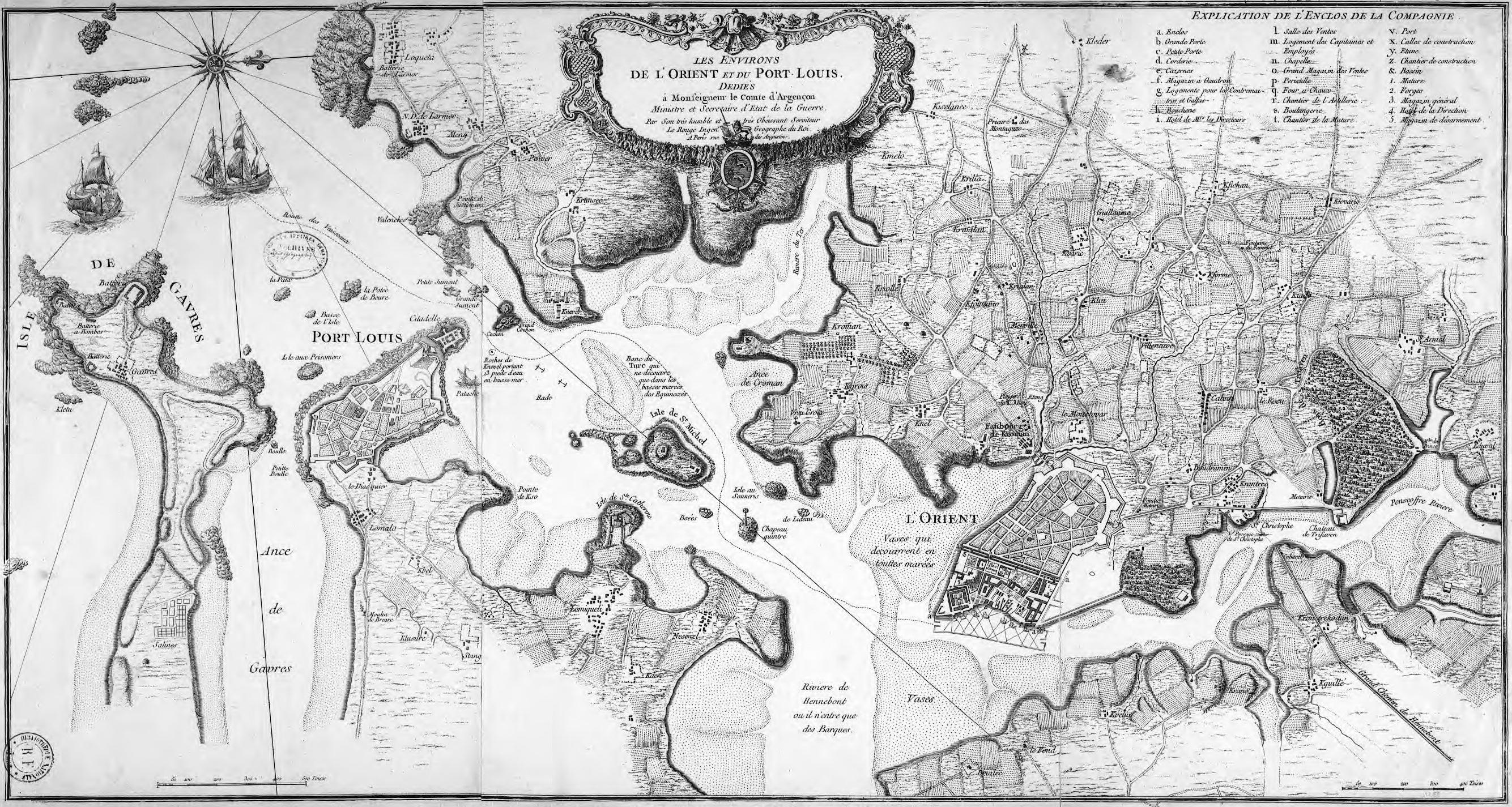
ロリアンの地図、1750年作。

17世紀の終わりまでに、ブルターニュ海岸には新しい要塞が築かれたが、ロリアン周辺の守備はまだまだ貧弱のままであった。ロリアン停泊地の出口にあるポール＝ルイ城は近代化されておらず、ロリアンの後ろを守るのは低い塁壁のみであり、海岸でもほかの防御工事がなかった。
ロリアンは貿易港となり、戦略的にも要地となった。フランス海軍とフランス東インド会社のためのロリアン工廠が建設され、特に東インド会社は1732年にその基地をナントからロリアンに移した。ブレスト、ナント、ボルドーの間のカボタージュ中心地にもなっていた。ロリアンの南東にあるベル＝イルは東インドから戻り、ロリアンへ向かう途中の船のシェルターになっていた。近くのウア島とオエディック島は17世紀末に本土上陸を防ぐべく要塞化された。
1620年代以降、ロリアン周辺では聖母マリア信仰が発展しており、オーレー近くでの聖アンナの御出現との記録もある。以前のイギリスからの襲撃のときでも彼女に関する奇跡の記述があり、その背景にはプロテスタントのイギリス軍とカトリックのブルトン人の間の戦闘であったことが影響を与えている。

## 襲撃
遠征軍は9月に出航、すぐにフランスの大西洋海岸に到着した。シンクレアもレストックも下された命令について不安を感じていた。というのも、秋分の時期の荒波により艦隊が危険に晒される上、ロリアンとその守備について確固とした情報もなかったためであった。
上陸軍は10月1日に上陸、ロリアンの町に向けて進軍した。外郭での防御工事に着くと、砲火に晒され、撤退を余儀なくされた。シンクレアは上陸軍を乗船させ、イギリスへ戻った。しかし、実際にはロリアンの守備が貧弱だったためロリアンは降伏寸前であり、海上の防御工事に欠けていたためレストックは艦隊を直接入港させて波止場で軍を上陸させることができるほどだった。

### 遠征の開始

#### 上陸
イギリス遠征軍はイギリス海峡を6日かけて渡った後、9月29日にロリアン沖に到着、偵察艦隊と合流した。ポール＝ルイからのバークが艦隊に気づいたが、同じ頃に到着するであろうマック・ネマラの船と勘違いした。レストックはロリアンの守備について無知であったため、彼はロリアン停泊地への入り口を上陸地に選んだ。艦隊は9月29日以降、ライタ川の入り口であるポールドゥ湾（Pouldu）に錨を下ろした。天気が良く、満月で明かりも足りており、さらに風が岸に向けて吹いていたのにもかかわらず、レストックが上陸を翌日まで延期したためフランス側は守備を準備するだけの余裕が与えられた。それでも、選ばれた上陸地にはいくつかの問題があった。まず風の影響をもろに受け、嵐がきた場合には座礁する危険性があった。さらに、上陸地はロリアンから16マイル離れたところにいた。
上陸は前日に時間不足により取り消され、10月1日にようやく行われた。しかし、朝は天気が良くなかったため上陸できず、ロリアンの沿岸警備隊が艦隊をマック・ネマラの艦隊ではなくイギリス艦隊であるときちんと視認することを許したほか、守備を組織する時間を与えた。イギリス軍は砂浜3か所に接近、レストック艦隊の砲撃の援護を受けつつ400から1,000人のグループに分けて上陸した。
まずやってきたフランス軍は沿岸警備隊であったが、それは主に武装の貧弱な平民であり、杖、パイク、マスケット銃数丁を有した程度であった。1744年以降年15日の訓練を受けたが、それも効果が薄かった。フランス軍の指揮官はロピタル侯爵であり、騎兵3個中隊を率いていた。沿岸警備隊と合算すると約2,000人になるが、砂浜2箇所しか守備できず、シンクレアはそれを利用して兵士を上陸させた。

#### ロリアンの反応

ロリアン襲撃の地図。

イギリス軍上陸の報せは9月30日の午後3時にロリアンにもたらされ、同市に住むブルジョワの一部は脱出してエンヌボンやヴァンヌへ向かった。警告は各地に発され、内陸のノワイヤル＝ポンティヴィに届くほどであった。ポール＝ルイ城の指揮官デシャン（Deschamps）は近隣の町に援軍を要請した。援軍は10月1日から2日にかけて派遣され、ヴァンヌからは300人、ジョスランからは2つの分遣隊、ロアンからはいくらかの部隊、モルレーからは300人、ランバルからはマスケット銃の射手数十人、レンヌからは1,000人より少し下の人数が派遣された。
撤退していたフランス軍は同日の夜にロリアンに到着した。平民と沿岸警備隊の民兵約2千人は後衛としてゲリラ活動を行い、イギリス軍に町から離れて郊外を進むよう仕向けた。1日目にはイギリスの偵察軍が平民軍と戦ってケヴァンに撤退させた後ギデルを占領した。
10月1日夜、ロピタル侯爵がロリアンの守備の指揮を執り、すぐに作戦会議を開いた。彼は町の守備を民兵隊に任せ、自分の軍勢は郊外でイギリス軍に対するゲリラ活動を行おうとしたが、ロリアンの住民が同意しなかったため彼は指揮権を返上した。

### ロリアンへの進軍とフランスの反応

#### ロリアンに接近するイギリス軍
イギリス軍の攻勢は10月1日に始まったがすぐに困難に直面した。雨により道が歩きにくく、また砂浜が町から3マイルも離れていたためロリアン包囲軍に弾薬と補給を提供することは困難だった。
10月2日、イギリス軍の大半はロリアンへの進軍を開始したが、シンクレアには詳しい地図がなく、道を聞こうとして捕虜を捕まえるにもブルトン語しか話さず、フランス語を解さないため情報収集には全く役に立たなかった。結局、シンクレアは軍を二手に分けて、1つはプロモールに向かい、もう1つは北に進軍してカンペルレに向かった。プロモールに向かった兵隊は順調だったが、カンペルレに向かった兵隊はコンカルノーからの兵士300人に阻まれ、一時撤退してからプロモールに向かう羽目になった。2隊はプロモールに着く直前に合流、続いてプロモールを攻撃、略奪した後ロリアンに向かった。午後3時にはロリアンが見え、イギリス軍はロリアンから3分の2リーグ離れたランヴール（Lanveur）という場所に軍営をもうけた。

#### フランスの反応

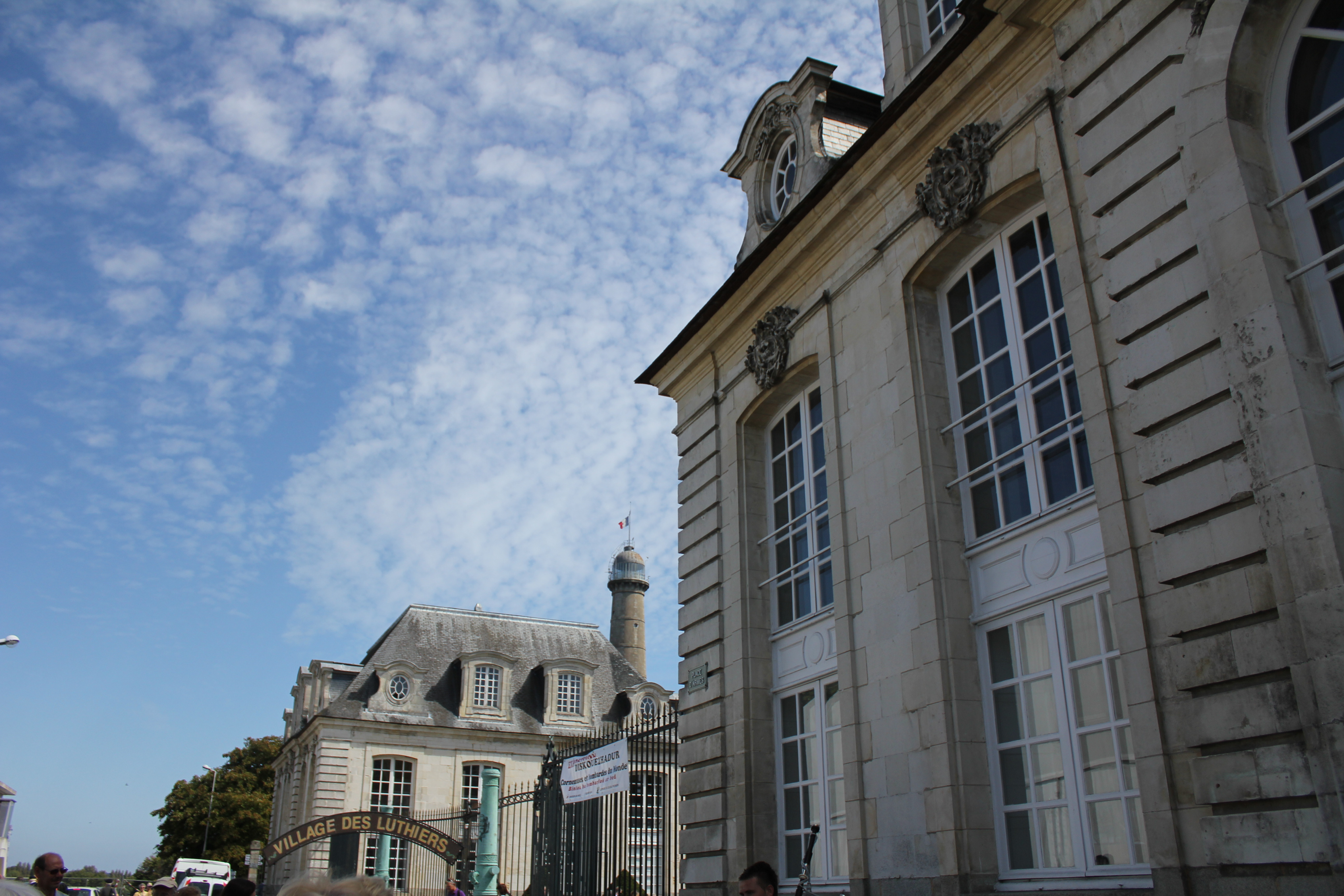
ホテル・ガブリエル、フランス東インド会社の本拠地。2011年撮影。

10月3日の夜、イギリス軍はロリアンに降伏勧告を送った。シンクレアが送ったこの勧告ではイギリス軍が4時間の略奪を行い、さらに大金を要求した。フランス側は同日にその勧告を拒絶、代わりにフランス軍が町に撤退することと、町とフランス東インド会社の倉庫の略奪禁止という2点を提案したが、シンクレアの要求とは真っ向から対立するものであり、シンクレアは4日にその提案を断った。彼は艦隊の大砲を運び出してロリアンの包囲に取り掛かろうとした。しかし、軍馬などの動物がなかったため大砲は人手で運ばれた。さらに住民が食料を全て隠したため、イギリス軍は疲労がたまり、多くが病気を患うか軍務に適さない状態に陥った。
フランス側は包囲の初期にソーティをいくつか派遣したが、正規軍の支援がなかったため効果は限定的だった。その主な目的は時間を稼いで増援が来るまで待つことにあった。10月3日の夜、ド・ヴィルヌーヴ大尉（De Villeneuve）がポール＝ルイに到着4日の朝から6日まで指揮を執った。6日に国王が任命したブルターニュの指揮官ヴォルヴィール伯爵（Volvire）が到着したためド・ヴィルヌーヴは指揮権を譲った。彼はイギリス軍の捕虜を尋問してその弱点を聞き出した。
10月5日の夜、イギリス軍上陸の報せがヴェルサイユ宮殿にいるフランス王ルイ15世に届き、彼は軍をフランドルの前線から西へ派遣することを決定した。この派遣軍には20個歩兵大隊、1個竜騎兵連隊、2個騎兵連隊、士官の分遣隊が含まれている。

### 包囲と撤退

#### イギリス軍の試み
イギリスの工兵は24時間でロリアンを破壊すると豪語したが、すぐにそれが不可能であることがわかった。大砲が運ばれてきたものの砲弾が足りず、臼砲が運ばれてきたものの炉がなく、砲撃を停止せざるを得なかった。イギリス軍の3分の1が大砲を輸送するために駆り出され、疲労がたまる原因となった。本格的な包囲は10月5日にようやく始まり、砲撃は更にその翌日に繰り越された。しかし、イギリスの大砲がロリアンから遠すぎたため与えるダメージは限定的となった。ロリアンの損害は6人が死亡、12人が負傷、家屋2軒が炎上、2軒が重大な損傷、15軒が軽微な損傷を受けるにとどまった。石造な家屋が多く、木があまり使われなかったためイギリスの砲撃の効果が減殺されたのだった。デイヴィッド・ヒュームは下記のように記述した。
兵士たちは疑念の犠牲者になった。十数人のフランス人を見ただけで私たちの戦列に恐怖が走り、ブラッグの連隊とフランプトンの連隊がお互いに射撃するほどであった。だれもが勇気を失っており、雨（すでに3日降っていた）がその原因だった。軍営と艦隊を繋ぐ道が通行不能に陥った。

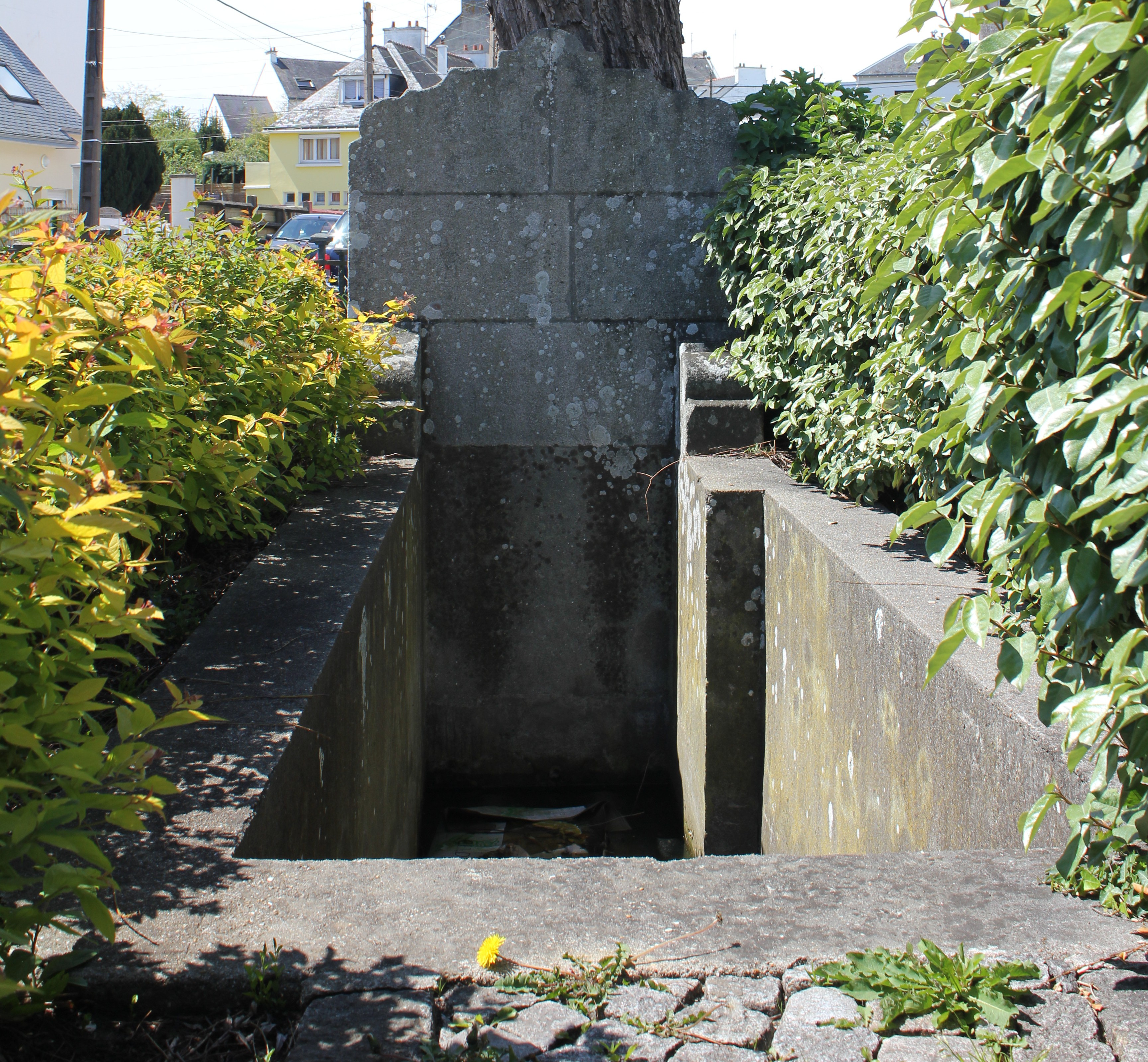
ロリアンの"fontaine des anglais"（「イギリス人の泉」）、包囲中にイギリス軍が使ったもの。2012年撮影。

イギリス軍は疲労と疫病により損耗し始めた。10月6日の夜の時点で戦闘に適する兵士は3千人しか残っておらず、ソーティの脅威に常に晒され、ケロマンの沼地（Keroman）にある軍営を守らなければならなかった。同6日にはフランス軍の脱走者ととある黒人奴隷や娼婦から情報を得、イギリス軍はロリアン市内に2万人に近い軍勢が待ち構えており、大規模な反撃がすぐにでも起こると信じ込んだ。
嵐が予想されたため、レストックはもはやロリアン沖に残れないと伝えた。その結果、シンクレアは包囲を解くしかないと結論付けた。10月6日の夜に行われた作戦会議では結論が出なかったが、撤退が議論された。翌日の砲撃も効果がなく、午後には撤退が決定された。イギリス軍は軍営を放棄したが、撤退している最中であることを隠すために砲撃を続けた。乗船は9日まで終わらず、さらに逆風によりすぐ出発することができず、艦隊の出航は翌10日を待たなければならなかった。

#### フランスの守備
ロリアンは防御を準備した。大砲が船から取り外されて塁壁に取り付けられ、新しい防御工事が建設され、駐留軍がポール＝ルイからの増援を受けた。10月6日には1万5千人近くの軍勢がロリアンに集まったが、経験不足な上紀律が全く成立していなかった。同日、フランスも砲撃を始めたが、フランスはイギリスのそれよりも良質な砲弾を使った。すなわち、フランスがチェーン・ショートとぶどう弾を使った一方、イギリスはボムやグレネードを使った。翌7日には砲弾約4千発がフランス側からイギリス軍に向けて発射された。またイギリス軍からの脱走者3人が捕まえられ、彼らはイギリス軍が噂された2万人ではなく3千人しかいないことを白状した。
18世紀末のブルターニュ民兵の歌
Les Anglais, remplis d'arrogance, 傲慢に満ちた、イギリス人
Sont venus attaquer Lorient; ロリアンを攻撃しにやってきた
Mais les Bas-Bretons, しかしバ＝ブルトン人は
À coups de bâtons, 彼らを棍棒で撃ち
Les ont renvoyés 追い返したのだ
 Hors de ces cantons. この国々から。
10月7日の夜、イギリスの砲弾がフランスの本営近くに落ちたため、フランス側は作戦会議を開いた。ヴォルヴィールとロピタルはイギリス軍が砲撃を強めると考え、降伏を主張した。2人は自軍がイギリス軍より弱いとして自軍が勝利できると信じていなかったが、士官たちとロリアンの住民は降伏を断り、最後の銃弾までロリアンを守り続けると宣言した。しかし結局降伏が決定され、ロピタルは降伏文書をもって7日の午後7時にロリアンを離れた。しかし、彼はイギリス軍を見つけられず、午後10時にロリアンに戻った。彼はイギリス軍による策略である可能性を疑い、ロリアンの守備を増強させるよう命じた。
翌8日、フランス側はイギリス軍の軍営で大砲と臼砲を発見、同日の夜にはプロモールの住民からイギリス軍撤退の報せが届けられた。沿岸警備隊の民兵はイギリス軍の撤退を妨害したが、フランスの騎兵と竜騎兵は妨害活動への参加を断った。10日にイギリス艦隊がポール＝ルイを通過するとき、フランス側は2度目の上陸を恐れて通過を妨害しなかった。ロリアンの住民もイギリス軍の増援が近くで上陸する可能性を警戒した。
包囲の報せはヴェルサイユを経由してパリに届き、フランス東インド会社の株主が警戒する結果となった。ロピタルは10月14日にパリに到着、ルイ15世に面会した。彼は自分のミスをひた隠しにし、ルイ15世に対する報告で彼とヴォルヴィールの役割を過大に形容した。その結果、彼は昇進と金銭での褒賞を受けた。

## その後
ロリアンの一件のような沿岸襲撃は1750年代、七年戦争中に再び注目を受けた。七年戦争中、イギリスはフランス海岸の町や島を数度襲撃して、フランスのドイツにおける戦争努力を乱そうとした。七年戦争中にはロシュフォール、サン・マロ、シェルブールが襲撃を受けた。

### 軍事面の影響

#### 南ブルターニュへの再度の襲撃
イギリス艦隊は続いてロリアンの東へ向かい、沿岸襲撃を行ったが、10月10日に嵐に遭って輸送船5隻計900人が艦隊本隊とはぐれた。特に命令も下されなかったため、これらはぐれた輸送船はイギリスへ戻った。遠征軍の指揮官には増援として3個大隊が承諾されたが、増援が到着することはなかった。
キブロン半島は10月14日から20日まで占領され略奪を受けた。ウア島は10月20日に、オエディック島は10月24日にそれぞれ攻撃を受けた。セバスティアン・ル・プレストル・ド・ヴォーバンにより両島に築かれた要塞は戦闘を経たずに占領され、破壊された。ベル＝イル＝アン＝メールはイギリス艦隊が離れる10月29日まで封鎖された。これらの襲撃は同地域の貿易を阻害したが、オーストリア継承戦争自体には何ら影響を与えなかった。
同盟軍がロクールの戦いで敗北した、およびフランスの増援がブルターニュに向かっているとの2つの報せが届くと、遠征軍の指揮官はイギリスに戻ることを決定した。しかし艦隊は強風に遭ってばらばらになり、一部がスピットヘッドに向かったほか、輸送船の大半などレストックの指揮下にあったほかの船はコークに向かい、11月のはじめに到着した。
遠征軍敗北の報せはレストックより先にイギリスに着き、彼は指揮官から辞任することを余儀なくされ、1か月後に死去した。同年12月、ザ・ジェントルマンズ・マガジンは匿名の手紙を出版した。手紙を書いた人は自分が遠征についてよく知っているとして、レストックが遠征中にとある娼婦の影響を受け、彼女に作戦会議を仕切ることを許したと主張した。ニコラス・ティンダルは遠征の失敗について説明したとき、これらの主張を繰り返した。

#### 南ブルターニュの要塞化

ロリアン周辺の要塞の地図。

イギリスの襲撃はフランスにブルターニュの守備の貧弱さを思い出させた。そのため、1750年以降には関連した政策が実施され、デギュイヨン公爵がブルターニュ総督に就任した。彼はブルターニュ海岸を20の"Capitaineries"に分け、それぞれ1個大隊を駐留させた。また大隊の訓練と陸路での連絡線を改善した。
新しい防御網がロリアン周辺で作られた。ロリアン工廠を守るべく、1761年から1779年まで角堡がロクミケリックとパン・マネ岬（Pen Mané）に建設された。南西部の海岸を守るべく、1749年にはフォール＝ブロケで砲台が建設され、1755年にさらに拡張された。そのさらに西には1756年に建設されたフォール・ドゥ・ロックがある。内陸では1755年にケルラン（Kerlin）で、1758年にル・ファウェディック（Le Faouëdic）でルネットが建造された。
新しい要塞が西のグレナン諸島から東のデュメ島に至る所まで建設された。デュメ島では1756年から1758年にかけて円状の砲台と兵舎が建設され、キブロン半島では新しい要塞が1760年に完成、パンティエーヴルからの侵入を阻止した。ウア島とオエディック島は1757年から1759年にかけて再建され、また1755年にはグレナン諸島でシゴーニュ要塞が築かれた。

### 文化面の影響

#### ヒュームとヴォルテールの論争

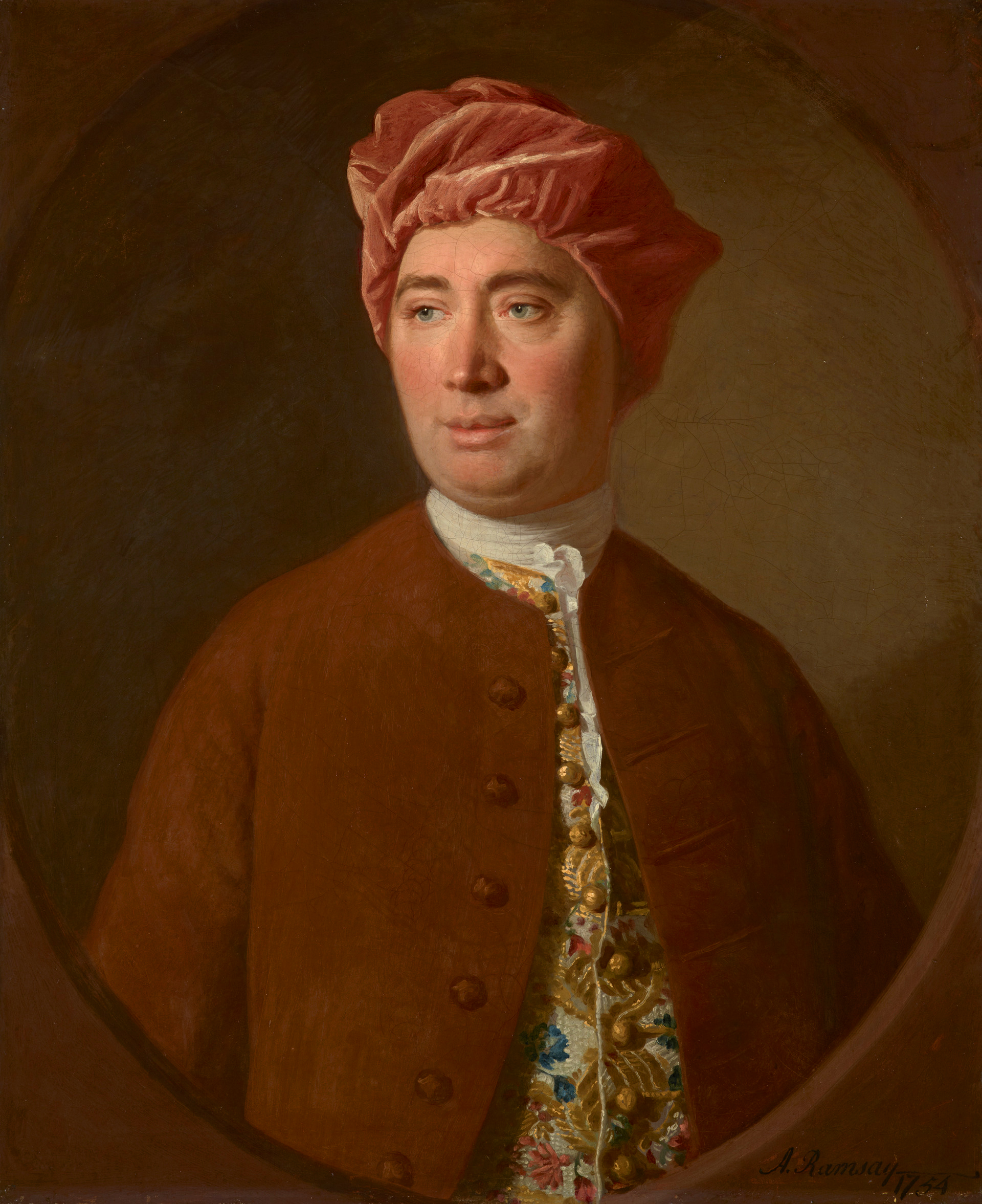
デイヴィッド・ヒュームの肖像画、1754年作。ヒュームは遠征に参加した。

ロリアン襲撃の後、デイヴィッド・ヒュームとヴォルテールの間で戦闘に関する論争が起こった。1755年に出版され、ヴォルテール作とされたHistoire de la guerre de mil sept cent quarante et un（「1741年の戦争の歴史」の意。しかしヴォルテールは後にその出所を疑い、盗まれた草稿から「歪められた、原型を留めない」形で出版されたと主張した）は1746年のロリアン襲撃について言及した。それによると、敗戦の責任はシンクレアにあり、シンクレアを散々に批判した後「これらの大軍は真剣で恐ろしい戦争において、ミスと笑いもの以外の何も生み出さなかった」と結論付けた。
この批判はヒュームの知るところとなり、彼は1756年1月に遠征に参加した兵士と連絡してシンクレアにより同情的な記述を書いた。ヒュームに近しい者の多くは彼に出版を勧め、ヒュームは草稿を書いた。Descent on the coast of Brittany in 1746, and the causes of its failure（「1746年のブルターニュ海岸への襲撃、およびその失敗の原因」）は同年、七年戦争が勃発した直後に完成した。ヒュームはこの著作で「とある外国の作家は真実を確かめることなく、ただその物語を面白おかしく書くことに注力し、この遠征を嘲笑おうとした。しかし、彼の記述には一かけらの真実もなく、真実のようにも見えなかったため、時間を浪費して論駁する必要もない」とヴォルテールを名指しせずに批判した。
また、4月にはマンスリー・レビューで匿名の手紙が出版されたが、これは後にヒュームにより署名され、数人の学者もその手紙はヒュームが書いたものだとした。手紙はフランス語に翻訳され、1756年にJournal britanniqueで出版されたが、手紙に対する返信はなかった。

#### マリア信仰と政治的な再興

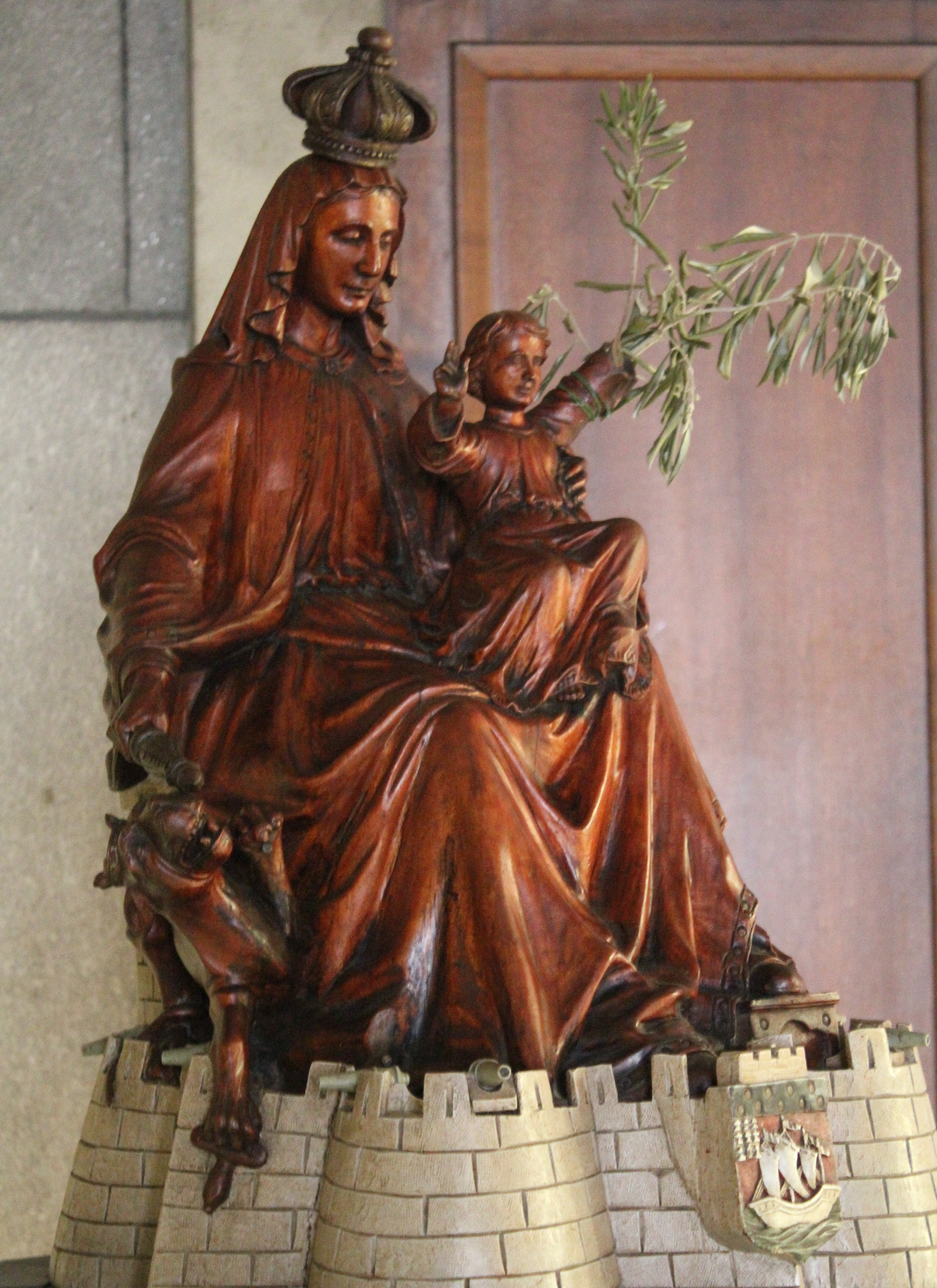
ノートル＝ダム・ド・ヴィクトワール（Notre-Dame de Victoire、「我らの勝利の貴婦人」）の像、2011年撮影。聖母マリアがロリアンの塁壁の上で戴冠しており、イギリスを表すライオンに打撃を与えていることを表している。

1746年11月15日、ロリアン当局は会議を行い、聖母マリアの介入により勝利したと結論付けた。そのため、毎年10月7日にロリアンのサン＝ルイ教会で記念ミサを行い、続いて町中を行列で行進することが決定された。ヴァンヌ司教は1747年2月23日にそれを許可した。このため、聖母マリアをジャンヌ・ダルクのような戦士として示す像が立てられた。この像はマリアがロリアンの塁壁の上に座り、手に持っている王笏でイギリスの国章にあるライオンを撃つ、という形になっている。像はフランス革命の最中に溶かれたが、19世紀には元の像よりも大きいレプリカが作られた。
19世紀末から20世紀初の間、マリア信仰はロリアンの政治にも影響した。ロリアン市長アドルフ・レルゴウアルク（Adolphe L'Helgouarc'h）が行進を禁止しようとし、教会がそれに反対したとき、民衆の間では教会に同意する声が強かった。行進の禁止の是非をめぐって国と教会の間で政争になり、行進自体が国への対抗の象徴となった。現地メディアでも行進をプロテスタントのイギリスへの反対の象徴とした。また、10月7日は1571年にカトリック艦隊とオスマン艦隊の間のレパントの海戦がおこった日付でもあったため、カトリックの野党にたびたび取り上げられた。例えば、1898年にはラ・クロワ・ドゥ・モルビアン（La Croix du Morbihan、「モルビアンの十字」）がレルゴウアルクの政府を「イギリス地方政府」と形容した。同1898年のファショダ危機や第二次世界大戦でのイギリスによるメルセルケビール襲撃とロリアン砲撃でも同じ非難があった。

#### 歌と詩
ルイ・ル・カム（Louis Le Cam）は短い六行詩でイギリス軍がロリアン地域に到着したことに言及した。より長いシャンソンも存在し、こちらは若い女性がイギリス兵士に強姦されるより自殺を選んだという物語だった（ブルターニュのモットーである"Plutôt la mort que la souillure"、「汚されるより早死に」と関連する可能性もある）。19世紀末のアベのジャン＝マチュリン・カディクは戦役の各段階を叙述した長い詩を書いた。

### ロリアン地域の通史
- Louis, Chaumeil (1939). “Abrégé d'histoire de Lorient de la fondation (1666) à nos jours (1939)” (フランス語). Annales de Bretagne 46 (46-1-2):  66-87.
- Claude, Nières; Philippe, Haudrère; Gérard, Le Bouëdec; Roger, Dupuy; René, Estienne (1988). Éd. Privat. ed (フランス語). Histoire de Lorient. Univers de la France et des pays francophones. Toulouse. ISBN 978-2-7089-8268-0
- Yann, Lukas (1997). Éd. Palantines. ed (フランス語). Lorient : Histoire d'une ville. Quimper. ISBN 978-2-911434-02-0

### 戦闘に関する文献
- Voltaire (1755) (フランス語). Histoire De La Guerre De Mil Sept Cent Quarante Et Un. Amsterdam. ASIN B005GESGOW
- Vérusmor (1834). “Tentative des Anglais contre Lorient, en 1746” (フランス語). Revue anglo-française 4:  400-403.
- James, Grant (1880). Cassell & Compagny, Limited. ed (英語). British battles on land and sea. 2. Londres. p. 38 et suiv.. OCLC 5866126
- Arthur de La Borderie (1894). “Attaque des anglais contre Lorient” (フランス語). La Bretagne aux temps modernes : 1491-1789 : résumé du cours d'histoire professé à la Faculté des lettres de Rennes, en 1893-1894:  244-251.
- Louis Le Cam (1931). Impr. Le Bayon-Roger et Henrio. ed (フランス語). Le siège de Lorient par les anglais en 1746. Lorient
- Meyer, Paul H. (1951年11月). The Johns Hopkins University Press. ed. “Voltaire and Hume's Descent on the Coast of Brittany” (英語). Modern Language Notes 66 (7):  429-435.
- J. Jurbert (1989-1990). “Le débarquement Anglais en 1746 près de Lorient” (フランス語). Société d'Archéologie et d'Histoire du Pays de Lorient 22:  24-44.
- Ernest Campbell, Mossner (2001). Oxford University Press. ed (英語). The life of David Hume. pp. 195, 199. ISBN 978-019924336-5
- Maryvonne, Moy (2001年11月). “L'Invasion Anglaise de 1746” (フランス語). Les cahiers du pays de Plœmeur (11):  10-17. ISSN 1157-2574. CPP11Art1.
- Pierrick Pourchasse (2007). “La Vierge contre les Anglais : mémoire d’un non-événement (Lorient, 1746)” (フランス語). Annales de Bretagne et des Pays de l’Ouest 114-4:  185-194.

### 同時期の軍事背景
- Dull, Jonathan (2005). University of Nebraska Press. ed (英語). The French Navy and the Seven Years' War. ISBN 978-0803260245
- Rodger, N.A.M. (2006). Penguin Books. ed (英語). The command of the ocean : a naval history of Britain, 1649-1815. ISBN 978-0141026909
- David Hume (1830) (フランス語). Histoire d'Angleterre depuis l'invasion de Jules-César jusqu'à la révolution de 1688. Paris
- Guillaume Lécuillier (2007). “Quand l’ennemi venait de la mer” (フランス語). Annales de Bretagne et des Pays de l’Ouest 114-4:  149-165.
- Christophe Cerino (2007). “Enjeux stratégiques et opérations navales britanniques en Bretagne-Sud au XVIIIe siècle” (フランス語). Annales de Bretagne et des Pays de l’Ouest 114-4:  133-148.
- Perréon, Stéphane (2005). Presses universitaires de Rennes. ed (フランス語). L'armée en Bretagne au XVIIIe : institution militaire et société civile au temps de l'intendance et des Etats. ISBN 2-7535-0098-3

座標: 北緯47度45分00秒 西経3度22分00秒 / 北緯47.7500度 西経3.3667度